# Embalse de Kielder
El embalse de Kielder es un gran lago artificial situado en Northumberland, en el noreste de Inglaterra. Está rodeado por el Bosque de Kielder, una de las forestas planificadas más grandes de Europa. Este espacio se creó a finales de la década de 1960 para satisfacer el aumento de la demanda de agua por el auge de la industria en el Reino Unido.
El embalse es propiedad de Northumbrian Water y puede almacenar hasta 200 hm³ de agua, lo que lo convierte en el primer pantano más grande del Reino Unido, tanto en extensión como en volumen de agua almacenada, seguido del  embalse de Rutland. Tiene 44,3 km de perímetro de orillas y una profundidad máxima de 52 metros. Se encuentra a 39,6 km del mar.

## Construcción

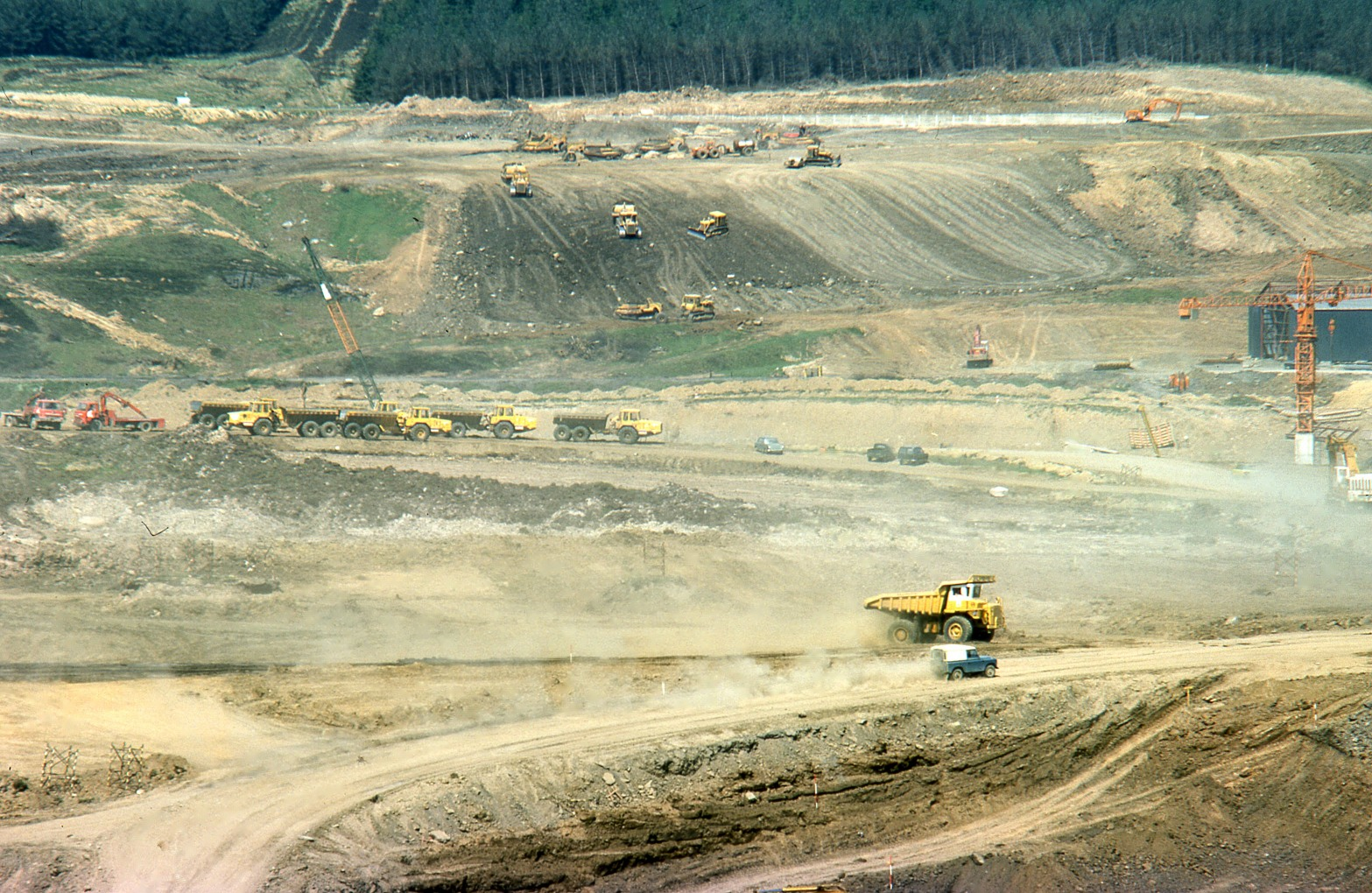
Embalse de Kielder en construcción en la década de 1970.

Las obras de construcción del embalse se iniciaron un año después de su aprobación por el Parlamento Británico en 1974.
El proyecto supuso la pérdida de numerosas granjas y una escuela. Aproximadamente 95 personas que vivían en la zona tuvieron que abandonarla. 
La antigua vía permanente del ferrocarril de los condados fronterizos también se eliminó con la ejecución del embalse.
El trabajo se completó en 1981. La reina Isabel II inauguró oficialmente el proyecto al año siguiente. El valle tardó otros dos años en llenarse completamente de agua.

## Planta hidroeléctrica
En la presa de  Kielder se encuentra la  mayor planta hidroeléctrica de Inglaterra. Fue inaugurada por la reina Isabel II el 26 de mayo de 1982 y es propiedad, así mismo, de Northumbrian Water . En diciembre de 2005, RWE Npower Renewables compró los derechos para operar la planta y vender la electricidad que genera, con un contrato que expira en  2025. Tras la adquisición, las turbinas se renovaron en 2005-2006, lo que aumentó la eficiencia de la generación de electricidad. También se actualizaron los controles para que la planta pudiera operarse desde Dolgarrog, en Gales.
La planta genera electricidad utilizando turbinas duales que producen 6 megavatios. Esta producción resulta  de una combinación de una Turbina Kaplan de 5,5 MW, que genera electricidad cuando se produce la liberación de agua, y de una de Turbina Francis de 500 kW, de generación continua, a partir del flujo de compensación de agua del embalse hacia North Tyne . Esto le da a la central una producción media de  20.000 MWh de electricidad al año, que supone un ahorro de 8.500 toneladas de dióxido de carbono al año en comparación con los métodos de generación basados en combustibles fósiles.

## Operaciones
El uso principal del embalse es proporcionar descargas en el río North Tyne para compensar las extracciones de agua río abajo. También respalda el esquema de trasvases de Kielder, donde el agua puede trasvasarse a los ríos Wear y Tees, para cubrir las carencias en esas áreas. En los últimos años, Kielder Water se ha vuelto cada vez más importante, con manantiales subterráneos que aseguran que siempre se mantenga en niveles altos, independientemente de las condiciones climáticas estacionales. Esto significa que mientras que el sur de Inglaterra a menudo se ve obligado a implementar estrategias de sequía y prohibiciones de mangueras, el noreste de Inglaterra disfruta de abundantes suministros de agua.
Hay dos centros de visitantes principales en el embalse de Kielder: el parque costero Leaplish y el centro de visitantes Tower Knowe, y otras instalaciones en las aldeas de Kielder, Falstone y Stannersburn. Es también uno de los principales puntos turísticos de la región, atrayendo a más de 250.000 visitantes al año que acuden a disfrutar de sus instalaciones.